# Henry Lane Wilson
Henry Lane Wilson (Crawfordsville, Indiana; 3 de noviembre de 1857 - Indianápolis, Indiana; 22 de diciembre de 1932) fue un abogado y periodista. Es considerado el peor embajador enviado de los Estados Unidos a México, teniendo una participación importante en la caída del gobierno de Francisco I. Madero en 1913. Su importante intervención con los golpistas originó una exacerbación violenta en la Revolución Mexicana que duró 7 años.

## Orígenes
Nació en Crawfordsville, Montgomery County, Indiana, de James Wilson, congresista por el estado de Indiana y su esposa Emma (Ingersoll) Wilson (10 de septiembre de 1830 - 22 de enero de 1912). Fue el hermano menor de John L. Wilson, y fue nombrado Henry Smith Lane. Se graduó de licenciado de Wabash College y ejerció su profesión además de publicar un periódico en Lafayette, Indiana. Se casó con Alice Vajen en 1885 y se mudó a Spokane, Washington, donde tuvo negocios hasta que financieramente fue aniquilado en el Panic de 1893.

## Embajador
Fue embajador de los Estados Unidos en Chile de 1897 a 1904, durante los períodos presidenciales de William McKinley y Theodore Roosevelt. En este último año, se le designó ministro en Bélgica. Cuando estaba ejerciendo su cargo, se desarrolló la controversia de la proclamación del Estado Libre del Congo. Wilson fue nombrado embajador en México, por el presidente William H. Taft el 21 de diciembre de 1909 y presentando sus credenciales diplomáticas el 5 de marzo de 1910 al presidente Porfirio Díaz en sus últimos meses en el poder. Adquirió importancia porque se familiarizó con algunas de las figuras más importantes de la Revolución Mexicana como el general Álvaro Obregón, el general Venustiano Carranza, el general Pancho Villa y Francisco I. Madero. Como embajador de Taff en México, tuvo temor por las tendencias izquierdistas[cita requerida] del nuevo gobierno encabezado por Madero tras la expulsión de Porfirio Díaz (no se menciona[¿dónde?] la rapidez con que Lane consideró a Madero como "un lunático" por sus ideas raras y agresivas[cita requerida]), asumiendo el papel de catalizador para el complot del general Victoriano Huerta, Félix Díaz (sobrino del general Porfirio Díaz]] y el general Bernardo Reyes contra el Gobierno del Presidente Madero.

### Defensor de intereses estadounidenses
Durante su gestión, el embajador estadounidense se involucró en los asuntos internos de México para defender los intereses de los inversionistas y empresarios de su país, a quienes el gobierno de Porfirio Díaz había protegido y otorgado concesiones y privilegios para explotar los abundantes recursos petroleros, principalmente en el norte del Estado de Veracruz y sur del Estado de Tamaulipas (conocida como la Faja de Oro), pero en noviembre de 1910 estalló la Revolución mexicana. En 1912 exigió al presidente Madero que el general Francisco Villa fuera encarcelado en la Penitenciaría de Lecumberri.

### Apoyo a los militares golpistas y el asesinato de Madero
En 1913, siendo presidente Francisco I. Madero, se inició una contrarrevolución, la cual se agudizó durante el período conocido como la Decena Trágica. En esos días, Henry Lane Wilson se reunió en la sede diplomática de Estados Unidos con los golpistas Victoriano Huerta y Félix Díaz para firmar el conocido Pacto de la Embajada, cuyo objetivo era el derrocamiento de Madero. El 22 de febrero de 1913, la conspiración culminó con la traición y posterior asesinatos del presidente Francisco I. Madero y del vicepresidente José María Pino Suárez. De esta forma, Huerta accedió a la presidencia interina de México, dando origen a levantamientos armados muy violentos en diversos puntos de la República Mexicana y prolongando de esta manera el conflicto de la Revolución Mexicana.

### Destitución
Pero hubo un punto que más tarde sería cuestionado a Henry Lane Wilson. Después de su elección en marzo de ese año, el presidente estadounidense Woodrow Wilson fue informado de los sucesos acaecidos en México por el agente especial William Bayard Hale quedando horrorizado y atónito por el involucramiento y el apoyo total de Henry Lane Wilson al golpe de Estado y cuartelazo contra Madero. Hale reportó que "Madero no hubiera sido asesinado si el embajador estadounidense hubiera completamente entendido que la trama podía ser detenida sin asesinar", y acusó a Wilson de "traición y perfidia, asalto y patrocinio del asesinato de un gobierno constitucional". El presidente estadounidense envió a México a John Lind, quien había sido gobernador de Minnesota para investigar y corroborar esta investigación y el 17 de julio de 1913 el presidente despidió al embajador Wilson.

### El informe Hale
El Informe Hale fue el documento resultante de una extensa investigación a conciencia llevada a cabo parcialmente en secreto por el periodista y diplomático estadounidense William Bayard Hale acerca de los sucesos ocurridos en México durante el periodo denominado "La decena trágica" en 1913. El informe fue tan solo uno de los ordenados por el presidente de los Estados Unidos Woodrow Wilson, quien envió a otras personas a investigar la situación real mexicana ante la desconfianza que le producía su embajador Henry Lane Wilson, ante la sospecha de que este había participado directamente en el derrocamiento del presidente Francisco I. Madero y el apoyo al establecimiento del dictador Victoriano Huerta. El informe fue determinante para que Wilson se negara a reconocer el gobierno de Huerta y ordenara la destitución del embajador y su regreso a Washington.

### Escándalo político
En los Estados Unidos, cuando se conocieron a la luz pública aquellos sucesos, causaron verdadero escándalo y vergüenza en la clase política por la participación que se atribuía al representante diplomático de Washington en la tragedia mexicana. Una tragedia que apenas comenzaba. En la prensa estadounidense se atacó tan duramente a Lane Wilson que éste, en junio de 1916, se vio obligado a reaccionar acusando de difamación a uno de los periodistas que más lo habían denigrado ante la opinión pública, el señor Norman Hapgood. Una copia de la causa seguida contra dicho acusado obra en el archivo histórico de México. La defensa que de sí mismo hizo el señor Hapgood es una requisitoria de tal manera tremenda contra él, que ya entonces había dejado de ser embajador en México, mostrando el verdadero rostro de corrupción, confabulación, animadversión y desprecio hacia la vida del Presidente Madero, el cual bien pudo haberlo salvado, dadas las magníficas relaciones que tenía con los militares golpistas. Pero no lo hizo, sino que patrocinó aún más el "Cuartelazo" a pesar de que Sarita la esposa de Madero solicitó y suplicó su ayuda.

### Actividades posteriores
Durante la Primera Guerra Mundial, Wilson sirvió en the Commision for Relief in Belgium, en 1915, aceptando la jefatura del Indiana Chapter of the League to Enforce Peace, una posición en que estaría retenido hasta su reasignación por los Estados Unidos en la Liga de Naciones después de terminar la guerra. Wilson fue miembro de Sons of the American Revolution, Society of Colonial Wars y la Loyal Region.

## Muerte
El ex-embajador se retiró, en el ostracismo y caído en desgracia de la clase política de élite, a Nuevo México. En 1927 publicó sus memorias y murió en Indianápolis en 1932, siendo sepultado en el cementerio Crown Hill sin ningún tipo de honor diplomático.
En la telenovela histórica mexicana El vuelo del águila fue interpretado por el actor Quintín Bulnes y en la serie El encanto del águila por el actor Ari Brickman. También apareció en el libro Temporada de Zopilotes de Paco Ignacio Taibo II.